# 優遊星のゆうこりん
優遊星のゆうこりん（ゆうゆうせいのゆうこりん）は、CS放送・キッズステーションで、2006年6月30日から12月まで放送された原則15分放送の子供向け・アニメ&ゲーム情報バラエティ番組、番組提供はゲームソニックシリーズ等でお馴染みのセガ。

## 番組概要
司会に小倉優子を起用、CS放送では初の冠番組となる。実は、小倉本人が以前からやりたかった「歌のお姉さん」の夢が叶った形で、この番組が始まるとされる。

## コーナー紹介
- プリティガール講座
女の子のためのマナーを紹介
- みんなのお悩み相談室
ゆうこりんとキッズが視聴者からの悩みに答える。
- オシャレおやつ道場
人気のおやつの作り方を紹介
- もんじぃのつ・ぶ・や・き
有名なことわざを説明
- キッズエンタテイメント
最新のゲームセンターやアミューズゲームコーナーを紹介。
- フォトジェニック
視聴者から寄せられた面白写真を紹介。
- イマドキワード
今注目の用語を10秒でわかる。

## 備考として
- 番組開始告知の宣伝では、小倉本人がピアノを弾いている。